# Crembalastis erythrorma
Crembalastis erythrorma är en fjärilsart som beskrevs av Edward Meyrick 1915. Crembalastis erythrorma ingår i släktet Crembalastis och familjen signalmalar. Inga underarter finns listade i Catalogue of Life.